# Джаннини, Этторе
Э́тторе Джанни́ни (итал. Ettore Giannini; 15 декабря 1912, Неаполь, Королевство Италия — 15 ноября 1990, Масса-Лубренсе, Италия) — итальянский актёр, сценарист, режиссёр дубляжа, режиссёр театра и кинорежиссёр. Его фильм «Неаполитанская карусель» был удостоен международного приза на кинофестивале в Каннах в 1954 году.

## Биография
Этторе Джаннини родился в Неаполе 15 декабря 1912 года в семье адвоката Эмилио Джаннини и Луизы, урождённой Николарди. Получил степень бакалавра юриспруденции. Отказался от карьеры дипломата, которой предпочёл работу на радио и в кино. В 1935—1938 годах писал сценарии пьес для радио, которые получили признание у критики и слушателей. В это время им были написаны «Один в толпе» (итал. Uno nella folla), «Люди в поезде» (итал. Gente in treno), «Четвёртый берег» (итал. Quarta sponda), «Прибытие корабля» (итал. Arriva una nave), «Трансатлантико» (итал. Transatlantico), «Человек, отвоевавший пространство» (итал. E un uomo vinse lo spazio). Тогда же увлёкся кинематографом. В 1936 году снял короткометражный фильм «Прикованный к носу корабля» (итал. La prua incatenata) о жизни юнг на учебном корабле «Франческо Караччоло». В том же году фильм победил на конкурсе Литторьяли.
С 1936 по 1939 год обучался режиссуре в Академии драматического искусства в Риме в мастерских Татьяны Павловны Павловой и Гвидо Сальвини. Во время обучения был ассистентом известного театрального режиссёра Жака Копо, который в июне 1938 года ставил пьесу Уильяма Шекспира в Амфитеатре Боболи. Его дипломной работой стала пьеса Луиджи Пиранделло «Сегодня вечером мы импровизируем» (итал. Questa sera si recita a soggetto).
Продолжил карьеру театрального режиссёра в театре Валле в Риме, с труппой которого гастролировал по городам Италии и Швейцарии. В марте 1940 года признание критики и успех у публики имела его постановка на сцене театра Элизео в Риме комедии Паоло Феррари «Актриса — горничная» (итал. L'attrice cameriera). С 1940 по 1942 год в качестве режиссёра сотрудничал с актёрским трио — Луиджи Чимара, Эви Мальтальяти и Армандо Мильяри. В 1942 году поставил несколько комедий с Джулио Стивалем и Фанни Маркьо, которые имели большой успех у зрителей. В его постановках в театре Элизео участвовали Паоло Стоппа, Лилла Бриньоне, Рина Морелли и Сара Феррати. В 1944 году на сцене театра Валле он поставил пьесу «Но где эта любовь» (итал. Ma dov'è questo amore), написанную им в соавторстве с Витторио Мецем. В постановке были задействованы Эльза Мерлини, Витторио Де Сика и Умберто Мельнати.
В начале 1940-х годов дебютировал как сценарист. Им были написаны диалоги для фильмов Фердинандо Марии Поджоли «Прощай, молодость!» (итал. Addio giovinezza!) и Луиджи Дзампа «Фра-Дьяволо» (итал. Fra Diavolo). Тогда же участвовал в написании сценария фильма Гвидо Сальвини «Нарисованный горизонт» (итал. L'orizzonte dipinto). В 1943 году был техническим директором фильма Джулио Антоморо «Белый ангел» (итал. L'angelo bianco).
В 1944—1945 году некоторое время снова работал на радио, в частности, ставил передачи для Северной армии США. Но вскоре вернулся к театральной режиссуре. Поставленные им в 1945—1948 годах на сценах римских театров Арти, Квирино и Элизео комедии, имели большой успех у критики и публики. В это время, к группе уже сотрудничавших с ним актёров, присоединились актрисы Дина Галли, Виви Джой, Андрейна Паньяни и актёр Карло Нинки. Его самой значительной театральной постановкой этого периода стала пьеса Сальваторе Ди Джакомо и Гоффредо Коньетти «Голос» (итал. Il voto ), премьера которой состоялась в декабре 1948 года. Ранее в том же году состоялся его дебют как кинорежиссёра картиной «Люди — враги» (итал. Gli uomini sono nemici). В 1949 году он написал диалоги для фильма Аугусто Джанина «Небо над болотами» (итал. Cielo sulla palude), посвящённому жизни святой Марии Горетти. Сценарий фильма «Суд над городом» (итал. Processo alla città), над которым Этторе Джаннини работал в соавторстве с группой сценаристов, студия подвергла жесткой цензуре. Картину в 1952 году снял режиссёр Луиджи Дзампа.
В апреле 1950 года на сцене театра Пергола во Флоренции состоялась премьера его музыкальной комедии «Неаполитанская карусель» (итал. Carosello napoletano). Успех постановки был настолько большим, что в 1952 году Этторе Джаннини был приглашён в театр Ла Скала в Милане ставить оперу Вольфганга Амадея Моцарта «Похищение из сераля» с Марией Каллас и Сальваторе Баккалони. В том же году он снялся в фильме Роберто Росселини «Европа 51», где сыграл роль интеллектуала-коммуниста Андреа. Его партнёршей по фильму была Ингрид Бергман. Однако опыт оперного постановщика и актёра был для него единичным. Вскоре он вернулся к своему проекту «Неаполитанская карусель», который экранизировал в 1954 году. Музыку для фильма сочинил композитор Раффаэле Джервазио, а танцевальные номера были поставлены русским хореографом Леонидом Фёдоровичем Мясиным. Картина, как и театральная постановка имела успех у критики и зрителей, и на Каннском кинофестивале получила международный приз.
В конце 1950-х — 1960-х годов он принимал участие в написании сценариев к фильмам «Я защищаю мою любовь» (итал. Difendo il mio amore) Джулио Макки, «Бабушка Сабелла» Дино Ризи, «За несколько лишних долларов» (итал. Per pochi dollari ancora) Джорджо Феррони и «Мастер по стрельбе на службе Её британского Величества» (итал. Colpo maestro al servizio di Sua Maestà britannica) Микеле Лупо. В середине 1960-х поставил на сцене театра Стабиле в Риме «Венецианского купца» Уильяма Шекспира с Риной Морелли, Паоло Стоппа и Тино Карраро. Последние годы занимался исключительно режиссурой дубляжа. Входил в состав совета директоров Экспериментального киноцентра и был членом Ассоциации национальных авторов кинематографистов — ANAC. Этторе Джаннини умер 15 ноября 1990 года в городке Масса-Лубренсе, близ Неаполя.

## Фильмография
| Год       | Фильм | Режиссёр                             | Участие                                      |
| --------- | --- | ------------------------------------ | -------------------------------------------- |
| 1936      | «Прикованный к носу корабля» (итал. La prua incatenata)                                                             | Этторе Джаннини                      | режиссёр                                     |
| 1940      | «Манёвры любви» (итал. Manovre d'amore)                                                                             | Дженнаро Ригелли                     | сценарист                                    |
| 1940      | «Прощай, молодость!» (итал. Addio giovinezza!)                                                                      | Фердинандо Мария Поджоли             | автор диалогов                               |
| 1941      | «Нарисованный горизонт» (итал. L'orizzonte dipinto)                                                                 | Гвидо Сальвини                       | сценарист                                    |
| 1942      | «Фра-Дьяволо» (итал. Fra Diavolo)                                                                                   | Луиджи Дзампа                        | ассистент режиссёра, автор диалогов          |
| 1943      | «Белый ангел» (итал. L'angelo bianco)                                                                               | Джулио Антаморо, Федерико Синибальди | технический директор                         |
| 1948      | «Люди — враги» (итал. Gli uomini sono nemici)                                                                       | Этторе Джаннини                      | режиссёр                                     |
| 1949      | «Небо над болотами» (итал. Cielo sulla palude)                                                                      | Аугусто Дженина                      | автор диалогов                               |
| 1952      | «Суд над городом» (итал. Processo alla città)                                                                       | Луиджи Дзампа                        | сценарист                                    |
| 1952      | «Европа 51» (итал. Europa '51)                                                                                      | Роберто Росселини                    | актёр (роль коммуниста-интеллектуала Андреа) |
| 1954      | «Неаполитанская карусель» (итал. Carosello napoletano)                                                              | Этторе Джаннини                      | режиссёр, сценарист                          |
| 1956      | «Я защищаю мою любовь» (итал. Difendo il mio amore)                                                                 | Джулио Макки                         | сценарист                                    |
| 1957      | «Бабушка Сабелла» (итал. La nonna Sabella)                                                                          | Дино Ризи                            | сценарист                                    |
| 1966      | «За несколько лишних долларов» (итал. Per pochi dollari ancora)                                                     | Джорджо Феррони                      | сценарист                                    |
| 1967      | «Мастер по стрельбе на службе Её британского Величества» (итал. Colpo maestro al servizio di Sua Maestà britannica) | Микеле Лупо                          | сценарист                                    |
| Источник: | |                                      |                                              |